# Srpska pravoslavna opća gimnazija "Kantakuzina Katarina Branković"
Srpska pravoslavna opća gimnazija „Kantakuzina Katarina Branković“ je ustanova s pravom javnosti sa sjedištem u Zagrebu. Počela je s radom u školskoj godini 2005./06. Inicijativu za osnivanje škole je dao pravoslavni mitropolit Zagrebačko-ljubljanski i cijele Italije Gospodin Jovan. Ministarstvo znanosti, obrazovanja i športa Republike Hrvatske odobrilo je rad gimnazije 10. svibnja 2005. Svi učenici Srpske pravoslavne gimnazije uživaju i posebne pogodnosti kao što su besplatan smještaj i prehranu u učeničkim domovima, besplatni udžbenici i nastavna sredstva, i besplatne ekskurzije.

## Program škole
Škola funkcionira po programu opće gimnazije s pravom javnosti i po njezinom završetku učenici mogu upisati bilo koji fakultet u Hrvatskoj ili u drugim zemljama. Učenici uz redovitu nastavu pohađaju i obvezni srpski jezik, pravoslavni vjeronauk te po 30% sadržaja iz nacionalne kulture iz predmeta zemljopisa, povijesti, likovne kulture i glazbene kulture. Učenici u prvomu i drugomu razredu kao fakultativni program koji im ne ulazi u prosjek pohađaju i crkvenoslavenski jezik.

## Vanjske poveznice
- http://www.srpskagimnazija-zg.org/
- http://www.novossti.com/2009/11/jedan-dan-sa-ucenicima-srpske-gimnazije/
- http://www.rtv.rs/sr_lat/region/osvestan-kamen-temeljac-zagrebacke-srpske-pravoslavne-gimnazije_188285.html
- http://www.jutarnji.hr/pravoslavna-gimnazija-na-zagrebackoj-spici/254655/  Arhivirana inačica izvorne stranice od 21. listopada 2012. (Wayback Machine)